# Ernst Schmiegelow (læge)
 Der er flere personer med dette navn, se Ernst Schmiegelow.
Ernst Carl Schmiegelow (født 13. oktober 1856 i Rønne, død 28. februar 1949 i København) var en dansk læge og søn af skibskaptajn, direktør C.C.E. Schmiegelow og hustru f. Skeel.
Han blev student fra det von Westenske Institut 1873 og tog medicinsk eksamen 1879. Han erhvervede sin omfattende oto-rhino-laryngologiske viden bl.a. på flere studierejser til London, Geneve, Paris og Wien. Han erhvervede sin doktorgrad (Testis og Epididymis' Udviklingshistorie) i 1882. Han foranledigede oprettelsen af en otologisk poliklinik på Sankt Josephs Hospital i 1883 og praktiserede dér indtil 1897. Blev herefter leder af den nyoprettede oto-laryngologiske universitetsklinik på Frederiks Hospital i 1898 hvor han også virkede som docent og fra 1901 som titulær professor. Fra 1910 var han overlæge på Rigshospitalets otolaryngologiske afdeling. I 1916 fik han titel som fungerende professor i oto-laryngologi ved Københavns Universitet.
Schmiegelow var medlem af en række ansete selskaber og foreninger samt medredaktør af flere medicinske tidsskrifter. Han var medredaktør af Medicinsk Aarsskrift 1887-96 og af Nordisk medicinsk Archiv siden 1905.
Han var medstifter og formand for Dansk Otolaryngologisk Forening fra 1899-1904 og formand for Dansk Otolaryngologisk Selskab fra 1913-1915. Han blev Ridder af Dannebrog 1900, Dannebrogsmand 1920, Kommandør af 2. grad 1926 og af 1. grad 1936.
Schmiegelow var gift med Dagmar f. Ohlsen, f. 7. juli 1863 på Fegteborg, Als, datter af konsul, proprietær L.C. Ohlsen og hustru f. Mahler.
Han er begravet på Assistens Kirkegård.